# Jaroslav Jareš (malíř)
Jaroslav Jareš, křtěný Jaroslav Antonín (10. ledna 1886 Kutná Hora – 1. prosince 1967 Praha), byl český malíř, sochař, ilustrátor, scénograf, uměleckoprůmyslový výtvarník a publicista. Patřil k tvůrcům státní vlajky a znaku Československa z roku 1918.

## Život
Narodil se v Kutné Hoře do rodiny strojníka Jindřicha Jareše a jeho ženy Marie roz. Míchalové. Měl ještě čtyři sourozence, starší bratry Jindřicha (* 1882), Josefa (* 1884) a dvě mladší sestry, Růženu (* 1888) a Marii (* 1889). Po absolvování základního vzdělání studoval v Praze na uměleckoprůmyslové škole u prof. Karla V. Maška a během studia se seznámil s Augustou Nekolovou, která rovněž studovala na UMPRUM. Postupně se sblížili a jejich přátelství vyústilo v roce 1912 sňatkem. V roce 1914 redigoval spolu s Bohumilem Mathesiem sborník „Život a mythus“, jehož myšlenky se nesly v duchu panslovanského mysticismu. V letech 1918–1921 pokračoval v dalším studiu na pražské malířské akademii, kde studoval soukromě architekturu u prof. J. Štursy a vypracoval řadu návrhů jednak samostatně nebo ve spolupráci s architektem Čeňkem Vořechem. V roce 1919 byl spolu s dalšími čtyřmi výtvarníky osloven Památníkem odboje k vypracování návrhů nové podoby československých státních symbolů. Jeho návrhy byly nejblíže vítězným návrhům Jaroslava Kursy. Roku 1919 ovdověl a následně odešel do Bratislavy, kde se mimo jiné stal spoluzakladatelem Umělecké besedy slovenské a zasloužil se velkou měrou o rozvíjení vztahů mezi českými a slovenskými umělci. Byl scénografem Slovenského národního divadla v Bratislavě a Moravského divadla v Brně, kde od roku 1920 vytvořil 11 divadelních výprav. Zastával rovněž pozici spoluredaktora revue Dílo, spolupracoval s F. X. Šaldou, publikoval řadu statí, polemik, kritik, studií o lidové umělecké výrobě, vedl lidové výrobní družstvo Detva a spolupracoval se Školským ústavem umělecké výroby v Praze.
Ve své tvorbě se věnoval malířství, návrhům pro textilní výrobu a keramiku a oblékal loutky, které vytvořil František Duchač-Vyskočil. Zemřel 1. prosince 1967 v Praze a byl pohřben na Vyšehradském hřbitově.
Od roku 1909 byl členem Umělecké besedy a v letech 1914–1921 předsedou jejího výtvarného odboru.

## Výstavy (výběr)

### Autorské
- 1959 – Jaroslav Jareš: Soubor díla, Praha
- 1960 – Jaroslav Jareš: Životní dílo, Obecní dům, Praha
- 1965 – Jaroslav Jareš: Výběr z díla 1911–1965, Vlašský dvůr, Kutná Hora

### Společné
- 1920–1921 – Výstava výtvarného odboru Umělecké Besedy se soubory F. Bílka, K. Boháčka, J. Jareše, V. Rabase,Obecní dům, Praha
- 1921 – 1. výstava grafiků Umělecké besedy, Topičův salon, Praha
- 1926 – III. výstava uměleckého průmyslu československého, Uměleckoprůmyslové museum, Praha
  - IV. výstava uměleckého průmyslu československého, Topičův salon (1918–1936), Praha
- 1927 – Výstava moderného umeleckého priemyslu v Bratislave, Pavilon Umelecké besedy slovenskej, Bratislava
- 1928 – Československé výtvarné umění 1918–1928, Brno
- 1933 – Jubilejní výstava UB 1933, Obecní dům, Praha
- 1938 – III. Zlínský salon, Studijní ústav, Zlín
- 1939 – Národ svým výtvarným umělcům, Praha
- 1940 – Národ svým výtvarným umělcům, Praha
- 1942 – Národ svým výtvarným umělcům, Praha
- 1943 – Umělci národu 1943, Praha
- 1945 – Výstava výběru zachráněných obrazů a plastik ze sbírek musea Památníku osvobození,Výstavní síň Jednoty umělců výtvarných, Praha
  - Členská výstava Umělecké besedy, Obecní dům, Praha
- 1946 – Český národ Rudé armádě, Praha
  - Člověk a práce, Pavilon Myslbek, Praha
- 1948 – Dobrá socha, dobrý obraz – nejlepší dar, Československý klub, Praha
- 1949 – Československý lid a jeho kraj v životě, práci a zápasu, Gottwaldov (Zlín)
  - Československý lid a jeho kraj v životě, práci a zápasu, Jízdárna Pražského hradu, Praha
- 1950–1951 – Výtvarná úroda 1950, Dům výtvarného umění, Praha
- 1955 – II. krajské středisko Umělecká beseda: Členská výstava, Mánes, Praha
- 1958 – Slovensko v dielach českého výtvarného umenia, Slovenská národná galéria, Vodné kasárne, Rázusovo nábrežie, Bratislava
- 1959 – Moderní české malířství II (léta dvacátá), Dům umění města Brna, Brno
- 1967 – 1. pražský salon, Bruselský pavilon, Praha
- 1973 – České malířství XX. století ze sbírek Národní galerie: Díl II. Generace Osmy, Tvrdošíjných, Umělecké besedy, Sbírka moderního umění, Praha
  - České malířství 1918–1945, Mánes, Praha
- 1976 – Augusta Nekolová, Jaroslav Jareš: Výběr z díla, Středočeská galerie, Praha
  - Augusta Nekolová, Jaroslav Jareš: Obrazy, kresby, Oblastní galerie v Liberci, Liberec
- 1980 – Umělecká beseda ve sbírce Středočeské galerie, Kulturní dům Josefa Suka, Sedlčany
  - České umenie 20. storočia zo zbierok Stredočeskej galérie, Oblastná galéria, Banská Bystrica

## Zastoupení ve sbírkách (výběr)
- Národní galerie v Praze
- Slovenská národní galerie v Bratislavě
- Oblastní galerie Vysočiny v Jihlavě
- Galerie Středočeského kraje v Kutné Hoře
- Galerie výtvarného umění v Ostravě
- Oblastní galerie Liberec
- Galerie umění Karlovy Vary
- Galerie moderního umění v Roudnici nad Labem
- Památník národního písemnictví v Praze
- Muzeum umění Olomouc

a v dalších